# Sally Phillips
Sally Elizabeth Phillips, född 10 maj 1970 i Hongkong, är en brittisk komiker och skådespelare. Hon är en av huvudförfattarna till den brittiska sketchkomediserien Smack the Pony. Hon spelar "Shazza" i Bridget Jones-trilogin och Finlands statsminister "Minna Häkkinen" i Veep. Phillips har en son med Downs syndrom och har engagerat sig i motståndet mot allmän fosterdiagnostik för tidig upptäckt av kromosomavvikelsen.

## Filmografi i urval
- 1997 – I'm Alan Partridge (TV-serie)
- 1999–2003 – Smack the Pony (TV-serie)
- 2001 – Bridget Jones dagbok
- 2004 – På spaning med Bridget Jones
- 2005–2006 – Green Wing (TV-serie)
- 2009–2015 – Miranda (TV-serie)
- 2013–2019 – Veep (TV-serie)
- 2016 – Bridget Jones's Baby
- 2016 – Pride and Prejudice and Zombies
- 2017 – Taskmaster (TV-serie)
- 2018 – Vanity Fair (TV-serie)
- 2019 – Blinded by the Light
- 2020 – Friday Night Dinner (TV-serie) – gästroll
- 2023 – Den statistiska sannolikheten för kärlek vid första ögonkastet
- 2024 – Big Mood
- 2025 – Bridget Jones: Mad About the Boy